# Viviane Macula
Viviane Macula è una formazione geologica presente sulla superficie di Tritone, il principale satellite naturale di Nettuno; il suo nome deriva da quello di un'amante di Merlino secondo la mitologia gaelica.